# Agnieszka
Agnieszka ist ein weiblicher Vorname. Er ist die polnische Variante des Vornamens Agnes. Weitere polnische Varianten sind Jagienka und Jagna.

## Bekannte Namensträger
- Agnieszka (Hofdame) (* und † im 16. Jahrhundert), polnische Hofzwergin, Hofdame, Sekretärin und Vertraute Sophies von Braunschweig-Wolfenbüttel
- Agnieszka Baranowska (* 1948), polnische Literaturkritikerin und Publizistin
- Agnieszka Brugger (* 1985), deutsche Politikerin (Bündnis 90/Die Grünen) polnischer Herkunft
- Agnieszka Brustman (* 1962), polnische Schachmeisterin
- Agnieszka Buczyńska (* 1986), polnische Soziologin, Politikerin und Aktivistin der Zivilgesellschaft
- Agnieszka Budzińska-Bennett (* 1973), polnische Sopranistin, Pianistin, Harfenistin und Musikwissenschaftlerin
- Agnieszka Chacińska (* 1969), polnische Molekularbiologin und Hochschullehrerin
- Agnieszka Chylińska (* 1976), polnische Sängerin und Schauspielerin
- Agnieszka Cyl (* 1984), polnische Biathletin
- Agnieszka Czopek (* 1964), polnische Schwimmerin
- Agnieszka Duczmal (* 1946), polnische Dirigentin und Gründerin des Posener Amadeus-Orchesters
- Agnieszka Dziemianowicz-Bąk (* 1984), polnische Politikerin
- Agnieszka Gąsienica-Daniel (* 1987), polnische Skirennläuferin
- Agnieszka Glińska (Filmeditorin) (* 1975), polnische Filmeditorin
- Agnieszka Glińska (Regisseurin) (* 1968), polnische Regisseurin und Schauspielerin
- Agnieszka Gortel (* 1977), polnische Langstreckenläuferin
- Agnieszka Graff (* 1970), polnische Schriftstellerin, Publizistin, Wissenschaftlerin und feministische Aktivistin
- Agnieszka Grochowska (* 1979), polnische Schauspielerin
- Agnieszka Guzikowska (* 1979), deutsche Theater- und Filmschauspielerin polnischer Herkunft
- Agnieszka Hanajczyk (* 1963), polnische Politikerin (Platforma Obywatelska)
- Agnieszka Hekiert (* 1973), polnische Jazz- und Popsängerin, Komponistin und Texterin
- Agnieszka Hendel (* 1981), polnisches Fotomodel
- Agnieszka Holland (* 1948), polnische Regisseurin
- Agnieszka Jerzyk (* 1988), polnische Duathletin und Triathletin
- Agnieszka Kobus (* 1990), polnische Ruderin
- Agnieszka Kozłowska, bekannt als Ostbam, polnische Techno-DJ
- Agnieszka Kozłowska-Rajewicz (* 1969), polnische Politikerin der Platforma Obywatelska (PO)
- Agnieszka Krukówna (* 1971), polnische Schauspielerin
- Agnieszka Lessmann (* 1964), deutschsprachige Schriftstellerin
- Agnieszka Mandat (* 1953), polnische Schauspielerin
- Agnieszka Osiecka (1936–1997), polnische Schriftstellerin, Dichterin
- Agnieszka Piwowarska (* 1978), polnische Theater- und Filmschauspielerin und Autorin
- Agnieszka Pomaska (* 1980), polnische Politikerin (Platforma Obywatelska)
- Agnieszka Radwańska (* 1989), polnische Tennisspielerin
- Agnieszka Renc (* 1986), polnische Leichtgewichts-Ruderin
- Agnieszka Rozenbajgier (* 1980), polnische Schauspielerin
- Agnieszka Rupniewska (* 1986), polnische Politikerin
- Agnieszka Rylik (* 1974), polnische Boxerin
- Agnieszka Rypien, polnische Bogenbiathletin
- Agnieszka Sitek (* 1973), polnische Schauspielerin
- Agnieszka Skalniak-Sójka (* 1997), polnische Radrennfahrerin
- Agnieszka Skrzypulec (* 1989), polnische Seglerin
- Agnieszka Smoczyńska (* 1978), polnische Filmregisseurin
- Agnieszka Stanuch (* 1979), polnische Kanuslalomfahrerin
- Agnieszka Suchora (* 1968), polnische Schauspielerin
- Agnieszka Szymańczak (* 1984), polnische Skilangläuferin
- Agnieszka Tobiasz (* 1973), deutsch-polnische Handballspielerin
- Agnieszka Wagner (* 1970), polnische Schauspielerin
- Agnieszka Wieszczek (* 1983), polnische Ringerin
- Agnieszka Winczo (* 1984), polnische Fußballspielerin
- Agnieszka Włodarczyk (* 1980), polnische Schauspielerin und Sängerin
- Agnieszka Wojtkowska (* 1987), polnische Badmintonspielerin
- Agnieszka Wolska (* 1981), polnische Handballspielerin

Siehe auch:
- Agnieszka (Begriffsklärung)